# Дрис Лариши
Дрис Лариши (арап. إدريس الحريشي, фр. Driss Lahrichi; Казабланка, 2. децембар 1997) марокански је пливач чија ужа специјалност су трке леђним стилом. Национални је првак и рекордер и учесник светских првенстава и Олимпијских игара.

## Спортска каријера
Лариши је свој дебитантски наступ на великим међународним такмичењима имао 2014, на Светском првенству у малим базенима које је те године одржано у катарској Дохи. Годину дана касније по први пут је наступио и на Светском првенству увеликим базенима у Казању. 
Био је део мароканског олимпијског тима на ЛОИ 2016. у Рију, где је пливао у квалификацијама трке на 100 леђно које је окончао на укупно 36. месту. У октобру исте године на Афричком првенству у Блумфонтејну осваја прве медаље у каријери, три бронзе у тркама на 50 леђно, 4×100 мешовито и 4×200 слободно. 
Други наступ на светским првенствима у великим базенима је имао у Будимпешти 2017, а годину дана аксније по други пут је наступио и на Светском првенству у малим базенима које је одржано у кинеском Хангџоуу. Током 2018. је пливао и на Медитеранским играма у Тарагони. 
Пливао је и на светском првенству у корејском Квангџуу 2019, а једину трку у којој је учествовао, ону на 50 леђно завршио је на 42. месту у квалификацијама. Нешто касније исте године постигао је значајан успех на Афричким играма у мароканском Рабату, где је освојио три бронзане медаље. 